# 녹말 가인산분해효소
녹말 가인산분해효소(綠末 加燐酸分解酵素, 영어: starch phosphorylase) (EC 2.4.1.1)는 글리코젠 대신 녹말에 작용한다는 점을 제외하고는 글리코젠 가인산분해효소와 유사한 가인산분해효소의 일종이다.
일반적으로 녹말 가인산분해효소라고 부르는 식물의 알파-글루칸 가인산분해효소는 녹말의 가인산분해로 널리 알려져 있다. 녹말 가인산분해효소에 의한 녹말의 분해는 녹말 분자의 비환원 말단에 포도당 잔기를 무기인산으로 공격하는 반응을 촉매한다. 여기서 녹말 사슬이 n+1개의 포도당을 갖는 경우, 1회의 가인산분해 반응에 의한 생성물은 1분자의 포도당 1-인산과 n개의 포도당을 갖는 녹말 사슬이다. 녹말 가인산분해효소의 두 가지 형태인 색소체의 가인산분해효소와 세포질의 가인산분해효소는 고등 식물에서 일관되게 관찰된다.

## 같이 보기
- 가인산분해효소
- 글리코젠 가인산분해효소